# Парни нашей улицы
Парни нашей улицы (азерб. Bizim küçənin oğlanlari) — советская комедия с элементами драмы 1973 года производства киностудии Азербайджанфильм.

## Синопсис
Фильм рассказывает о конкретных местных традициях и привычках отдельных улиц деревни и о будущем квартала той же местности. Несколько местных молодых людей окончили среднюю школу и пытаются найти своё место в жизни. Фильм снят по заказу ЦТ СССР.

## Создатели фильма

### В ролях
Энвер Гасанов-Ариф
Садагят Дадашова-Эльмира
Салман Исмаил(Salam İsmayılov kimi)-Тофик
Омур Нагиев-Расим
Насиба Зейналова-тётя Сария
Алиага Агаев-Мехди
Агасадых Джерабейли-Рустам киши
Малик Дадашов-Абдул
Шахмар Алекперов-Ибрагим
Тариел Гасымов-Алиш
Земфира Исмаилова-Гульяз
Лейла Бадирбейли-Лейла
Софа Баширзаде-Сона
А. Алескеров
Ш. Рзаева
Фирангиз Шарифова
С. Исмаилова
Шафига Гасымова
Бахадур Алиев-прохожий
Амина Юсифкызы
Алмас Аскерова-жена Ибрагима
Рамиз Азизбейли

### Административная группа
автор сценария : Октай Оруджов
режиссёр-постановщик : Тофик Исмайлов
оператор-постановщик : Рафик Гамберов
художник-постановщик : Надир Зейналов
композитор : Назим Аливердибеков
звукооператор : Камал Сеидов
режиссёр : Эльхан Гасымов
оператор : Алескер Алекперов
второй оператор : Рамиз Бабаев
ассистенты режиссёра : Джафар Асадов, Малик Алиджанов
ассистенты оператора : Расул Байрамов, Борис Петров
ассистент художника : Махмуд Асланов
художник-гримёр : Наталья Жукова
монтажёр : Евгения Маханкова
оркестр : Ленинградский симфонический оркестр
дирижёр : Вахтанг Джордания
редактор : Фарман Керимзаде
директор фильма : Али Мамедов, Акиф Мусаев